# Matelea rogersii
Matelea rogersii är en oleanderväxtart som beskrevs av R. E. Woodson. Matelea rogersii ingår i släktet Matelea och familjen oleanderväxter. Inga underarter finns listade i Catalogue of Life.